# Kàmenka (Arkhànguelsk)
Kàmenka (en rus: Каменка) és un poble (un possiólok) de l'óblast d'Arkhànguelsk, a Rússia, segons el cens del 2021 tenia 1.847 habitants.